# Эс-Санта
Эс-Санта (араб. السنطة‎) — город на севере Египта, расположенный на территории мухафазы Гарбия.

## Географическое положение
Город находится на юго-востоке мухафазы, в центральной части дельты Нила, на западном берегу канала Бахр-Шибин, на расстоянии приблизительно 10 километров к востоку-юго-востоку (ESE) от Танты, административного центра провинции. Абсолютная высота — 8 метров над уровнем моря.

## Демография
По данным переписи 2006 года численность населения Эс-Санты составляла 32 033 человека.
Динамика численности населения города по годам:
| 1996   | 2006   | 2018   |
| ------ | ------ | ------ |
| 27 187 | 32 033 | 42 000 |

## Транспорт
Ближайший гражданский аэропорт — Международный аэропорт Каира.